# Scenic (Washington)
Scenic Hot Springs es un área no incorporada ubicada en el condado de King en el estado estadounidense de Washington.

## Geografía
Scenic Hot Springs se encuentra ubicado en las coordenadas 47°42′32″N 121°8′17″O / 47.70889, -121.13806.